# Universidad de Massachusetts Dartmouth
La Universidad de Massachusetts Dartmouth (UMass Dartmouth, UMassD, ó UMD) es una universidad ubicada en North Dartmouth, Massachusetts, Estados Unidos, en el centro de la Región del Sur de la Costa (South Coast Region), entre las ciudades de New Bedford al este y Fall River al oeste. Es una de las cuatro instituciones que forman la Universidad de Massachusetts desde 1991 cuando la Southeastern Massachusetts University fue incorporada al sistema de la Universidad de Massachusetts.
El campus tiene 9.155 estudiantes, cifra que incluye los de pregrado, posgrado y educación continuada. En la primavera de 2008, había 4.173 residiendo en el campus. Se ofrecen 61 programas de pregrado y 32 de posgrado. Hay 300 docentes a tiempo completo.
UMass Dartmouth es reconocida por sus programas de Administración de Empresas y Ciencias Económicas, Ingeniería, Enfermería y Bellas Artes. Entre sus facultades y escuelas destaca la Escuela de Derecho de la Universidad de Massachusetts.